# Raghunatha Bhatta Goswamin
Raghunatha Bhatta Goswamin (ur. 1505, zm. 1579) – święty i teolog gaudija wisznuizmu, jeden z grupy Sześciu Goswamich, uznawany za idealnego wyznawcę bhaktijogi i ideał sługi Ćajtanji Mahaprabhu (inkarnacji Kryszny). 

## Życiorys
Urodził się w pobożnej rodzinie wyznawców wisznuizmu we Wschodnim Bengalu (obecny Bangladesz). Jego ojciec Tapana Miszra znał Ćajtanję Mahaprabhu i niekiedy gościł u siebie w domu. Podczas tych wizyt Ragunatha miał przywilej masowania stóp Ćajtanji.
Raghunatha studiował retorykę i gramatykę sanskrytu oraz święte pisma hinduizmu. Po zakończeniu nauki ojciec wysłał go do Puri, gdzie Raghunatha spędził osiem miesięcy służąc Ćajtanji i gotując dla niego. W podziękowaniu otrzymał od Ćajtanji girlandę wykonaną z tulasi.
Po śmierci rodziców Raghunatha wrócił do świątyni Dźagannatha w Puri, gdzie ponownie spędził osiem miesięcy w służbie Ćajtanji. Następnie został przez Ćajtanję wysłany do Vrindavanu i tam studiował Wedy i Purany (m.in. Bhagawatapurana) pod kierunkiem Rupy i Sanatany Goswaminów oraz został przyjęty do grupy Sześciu Goswaminów.
Uczniowie Raghunathy wznieśli we Vrindavanie świątynię Gaura-Gowinda. Wszystkie odłamy gaudija wisznuizmu uznają Raghunathę za swojego mistrza duchowego (guru).